# Aldrig med min kofot eller Drömtjuven
Aldrig med min kofot eller Drömtjuven är en svensk komedifilm från 1954 i regi av Gösta Bernhard. 

## Handling
Direktör Ramsten har gjort ett inbrottssäkert kassaskåp. Hans fordringsägare kräver att han ska betala 150 000 kr inom en vecka, annars tar de över företaget inklusive kassaskåpet. 
Samtidigt anländer sonen till ägaren av Amerikas största kassaskåpsfabrik till Sverige för att göra fältstudier inför en detektivroman som han tänker skriva. Ramstens medhjälpare läser en artikel om den nyss anlända amerikanen och beslutar sig för att få honom intresserad av kassaskåpet.

## Om filmen
Filmen premiärvisades 31 maj 1954 på biograf Spegeln i Stockholm. Drömtjuven filmades vid Metronome Studios i Stocksund, med exteriörer från Erik Dahlbergsgatan och restaurang Grenadjären i Stockholm av Jan Lindeström. 

## Rollista i urval
- Åke Grönberg - Knutte Modig, kassaskåpsexpert
- Åke Söderblom - Jack Anderson Jr
- Sigge Fürst - Ramsten, direktör
- Katie Rolfsen - Elsa Ramsten, hans fru
- Ullacarin Rydén - Maud Ramsten, deras dotter
- Rut Holm - Matilda, Ramstens hushållerska
- Gösta Prüzelius - Lind, advokat
- Eric Gustafsson - Jack Anderson, sr., direktör
- Torsten Lilliecrona - Bergman
- Georg Adelly - Fisk-Pelle Pettersson
- Gösta Krantz - överkonstapel
- Gunnar "Knas" Lindkvist - polis
- Lars Burman - hovmästare
- Sven Holmberg - servitör
- Margareta Grimberg - servitris
- Pygmé Jazz Band - dixielandspelande skolorkester

## DVD
Filmen finns utgiven på DVD.